# マイケル・アルメレイダ
マイケル・アルメレイダ（Michael Almereyda、1959年4月7日 - ）は、アメリカ合衆国の映画監督、脚本家である。

## 経歴
1959年4月7日、カンザス州オーバーランドパークに生まれる。ハーバード大学で美術史を学んだが、映画の道へ進むために中退した。
1989年、『ツイスター/大富豪といかれた家族たち』で長編映画監督デビュー。その後、エリナ・レーヴェンソン主演の『ナディア』、イーサン・ホーク主演の『ハムレット』などを監督している。2015年、スタンレー・ミルグラムの伝記映画『アイヒマンの後継者 ミルグラム博士の恐るべき告発』を監督した。

## フィルモグラフィー

### 長編映画
- チェリー2000 Cherry 2000 （1987年） - 脚本
- ツイスター/大富豪といかれた家族たち Twister （1989年） - 監督・脚本
- ナディア Nadja （1994年） - 監督・脚本
- サーチ&デストロイ Search and Destroy （1995年） - 脚本
- メビウス Trance （1998年） - 監督・脚本
- ハムレット Hamlet （2000年） - 監督・脚本
- NOISE Noise （2006年） - 撮影
- アナーキー Cymbeline （2014年） - 監督・脚本
- アイヒマンの後継者 ミルグラム博士の恐るべき告発 Experimenter （2015年） - 監督・脚本
- Marjorie Prime （2017年） - 監督・脚本
- テスラ エジソンが恐れた天才 Tesla （2020年）- 監督・脚本・製作

### テレビドラマ
- デッドウッド 〜銃とSEXとワイルドタウン Deadwood （2005年） - 監督

## 受賞
- 1995年 - 第28回シッチェス・カタロニア国際映画祭 - 最優秀監督賞（『ナディア』）[5]